# 三毒
三毒（さんどく）、三不善根（梵: akuśala-mūla; パーリ語: akusala-mūla）とは、仏教において克服すべきものとされる最も根本的な三つの煩悩、すなわち貪・瞋・癡（とん・じん・ち）を指し、煩悩を毒に例えたものである。
- 貪 - 梵: rāga, ラーガ 梵: ,巴: lobha,  ローパ。象徴する動物は鶏[1]。
- 瞋 - 梵: dveṣa, ドヴェーシャ 巴:  dosa, ドーサ。象徴する動物は蛇[1]。
- 癡 - 梵: moha, モーハ 巴: moha, モーハ。象徴する動物は豚[1]。

三毒（三不善根）は悪の根源であり、それが展開されて十悪（十不善業道）となる。論蔵においては、三毒は四正勤における不善にあたる。
三毒は人間の諸悪・苦しみの根源とされている。ブッダの説いた根本仏教、大乗仏教を通じて広く知られている概念である。例えば、最古の経典と推定される南伝パーリ語のスッタニパータに、貪・瞋・癡を克服すべきことが述べられている。三毒の滅尽がなされたならば、涅槃に達したのだとサーリプッタは説いている。

## 内容
Tīṇimāni bhikkhave akusalamūlāni. Katamāni tīṇi: 

lobho akusalamūlaṃ doso akusalamūlaṃ moho akusalamūlaṃ.
比丘たちよ、これら三つの不善の根がある。いかなる三か。

貪の不善根、瞋の不善根、痴の不善根である。
—パーリ仏典,  増支部三集70 不善根経, Sri Lanka Tripitaka Project
- 貪 - 貪欲（とんよく）ともいう。むさぼり（必要以上に）求める心。一般的な用語では「欲」・「ものおしみ」・「むさぼり」と表現する。
- 瞋 - 瞋恚（しんに[注 1]）ともいう。怒りの心。「いかり」・「にくしみ」と表現する。
- 癡 - 愚癡（ぐち）ともいう。真理に対する無知の心。「おろかさ」と表現する。

三毒に打ち負かされた状態で、身口意（三業）の行動を行うことは不善根であると釈迦は説いている。

## 三毒への対抗
三毒の反対としては、三心所が挙げられる。
- 無癡(amoha, 非妄想) 、般若(paññā, 知恵)
- 無貪(alobha, 無執着)、布施(dāna, 旦那)
- 無瞋(adveṣa, 非憎悪) 、 慈(mettā, 与楽)

三毒を断じることで、その業が未来に報いをもたらす能力を不活性化することができる。

Tīṇimāni bhikkhave nidānāni kammānaṃ samudayāya. Katamāni tīṇi: alobho nidānaṃ kammānaṃ samudayāya. Adoso nidānaṃ kammānaṃ samudayāya. Amoho nidānaṃ kammānaṃ samudayāya.
比丘たちよ、これら三つの業の生起のための因縁（Nidāna）がある。いかなる三か。

無貪は業の生起のための因縁である。無瞋は業の生起のための因縁である。無痴は業の生起のための因縁である。
Yaṃ bhikkhave alobhapakataṃ kammaṃ alobhajaṃ alobhanidānaṃ alobhasamudayaṃ, taṃ kammaṃ kusalaṃ, taṃ kammaṃ anavajjaṃ, taṃ kammaṃ sukhavipākaṃ, taṃ kammaṃ kammanirodhāya saṃvattati. Na taṃ kammaṃ kammasamudayāya saṃvattati.
比丘たちよ、およそ無貪によって作られ、無貪より生じ、無貪を原因とし、無貪を集因とする業は、貪欲が消え去れば同じくその業も断たれる。捨断され、根を断たれ、基盤のないターラ樹のようになり、非有となり、将来に生じない性質のものとなる。

（無瞋と無痴について同様に説く..）
—パーリ仏典, 増支部三集34 因縁経, Sri Lanka Tripitaka Project 
三毒を懺悔する経文として懺悔偈があり、真言宗・禅宗などでは読経の前に、浄土宗では読経の中で唱えることがある。

## 大乗仏教
大乗仏教でも妙法蓮華経譬喩品第三の、いわゆる「三車火宅のたとえ」に「ブッダは、衆生の生老病死、憂い、悲しみ、苦悩、無知、混乱や三毒から解放する為に三界に姿を現したのだ」と説かれ、三毒などの煩悩を家についた火に喩えている他、般若経・華厳経にも記載がある。
存覚が「貪欲を生じ瞋恚（怒り）をおこすことも、そのみなもとをいえば、みな愚痴（愚かさ）よりいでたり」と述べるように、三毒の根源は癡（愚かさ）であるとされる。
なお、別に三惑ともいったが、後世の天台宗学で三惑は無明惑・見思惑・塵沙惑を指すようになったので、現在では三毒を三惑とは呼ばない。
『大乗義章』五に「三毒通じて三界の一切煩悩を摂し、一切煩悩は能（）く衆生を毒すること、それ毒蛇の如く、また毒龍の如し（三毒は三界の一切の煩悩を包んでいる。一切の煩悩が人々を毒するのは、毒ヘビや毒龍のようなものだ）」とある。また『法界次第初門』巻上には「毒は鴆毒を以て義とす。（中略）出世の善心を壊すを以ての故に（三毒の毒とは鴆毒すなわち毒薬の意味である。解脱しようとする善の心を壊してしまうからだ）」とある。

## 三毒の誤解
俗に、「妬む、怒る、愚痴る」を「仏教の三毒」として紹介することがあるが、そのような用例は仏典にはなく、誤りである。これらも仏教では煩悩として克服すべきものだと考えられているが、この三つは大局的には瞋に包摂される煩悩である。また、癡は日本語での「愚痴をこぼす」ということではなく、もっと根源的な人間の「愚かさ」を表す概念である。チベット密教では「嫉妬」（妬み）は「無明」と「悪見」の二つを併せたものとされる。